# تيبي غاورا

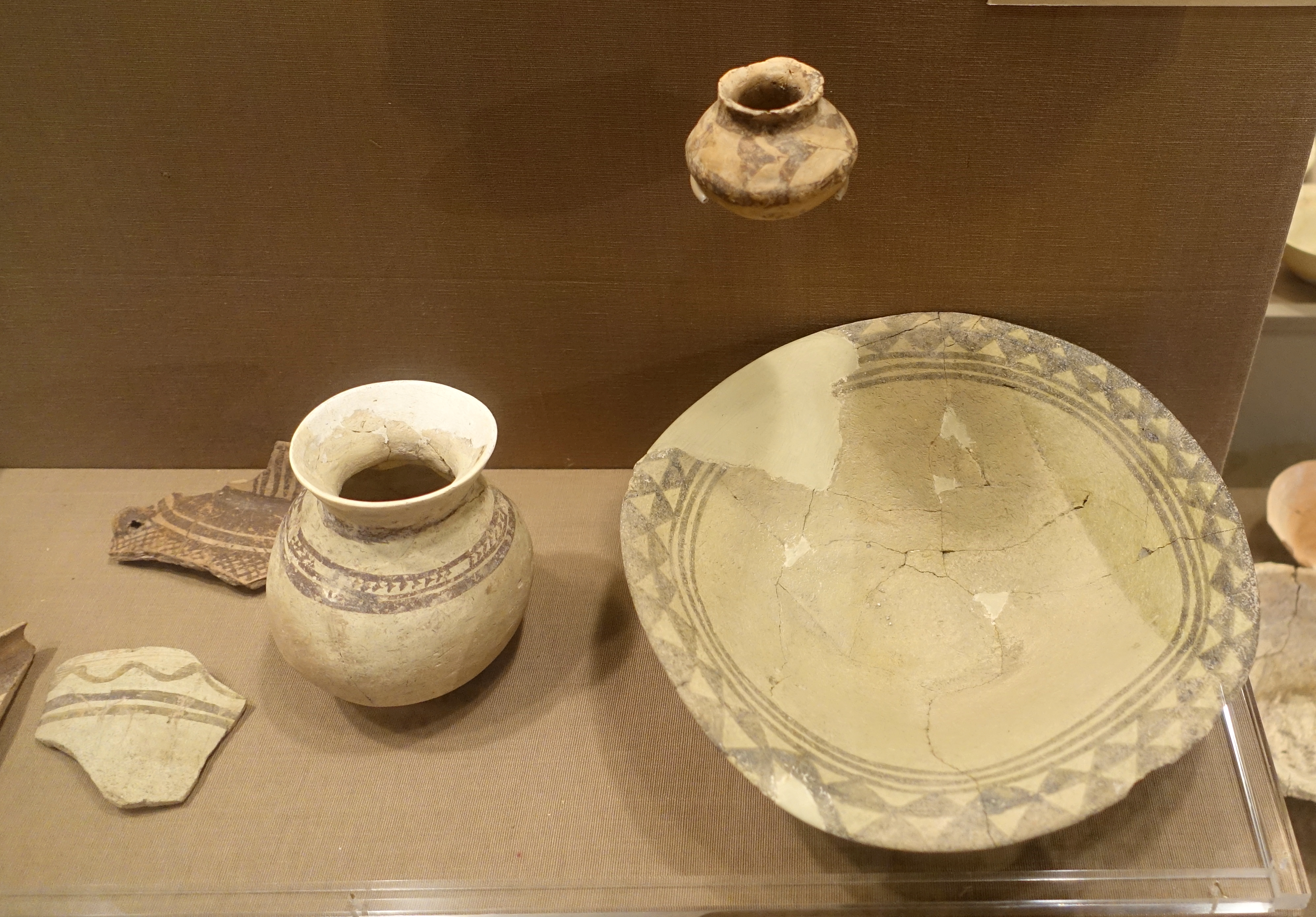
أواني فخارية عثر عليها في تيبي غاورا

تيبي غاورا وتعني التل الكبير، هي موقع أثري يقع بالقرب من مدينة الموصل شمال العراق، يعود تاريخه لحوالي 5000 سنة قبل الميلاد وقد سكن في أثناء عصر حلف وفترة العبيد وعصر جمدة نصر، أكتشف الموقع عن طريق أوستن هنري لايارد في سنة 1850 وقد أكتشفت عدة أواني وأدوات فخارية في هذا الموقع.